# Alte Mainbrücke Ochsenfurt

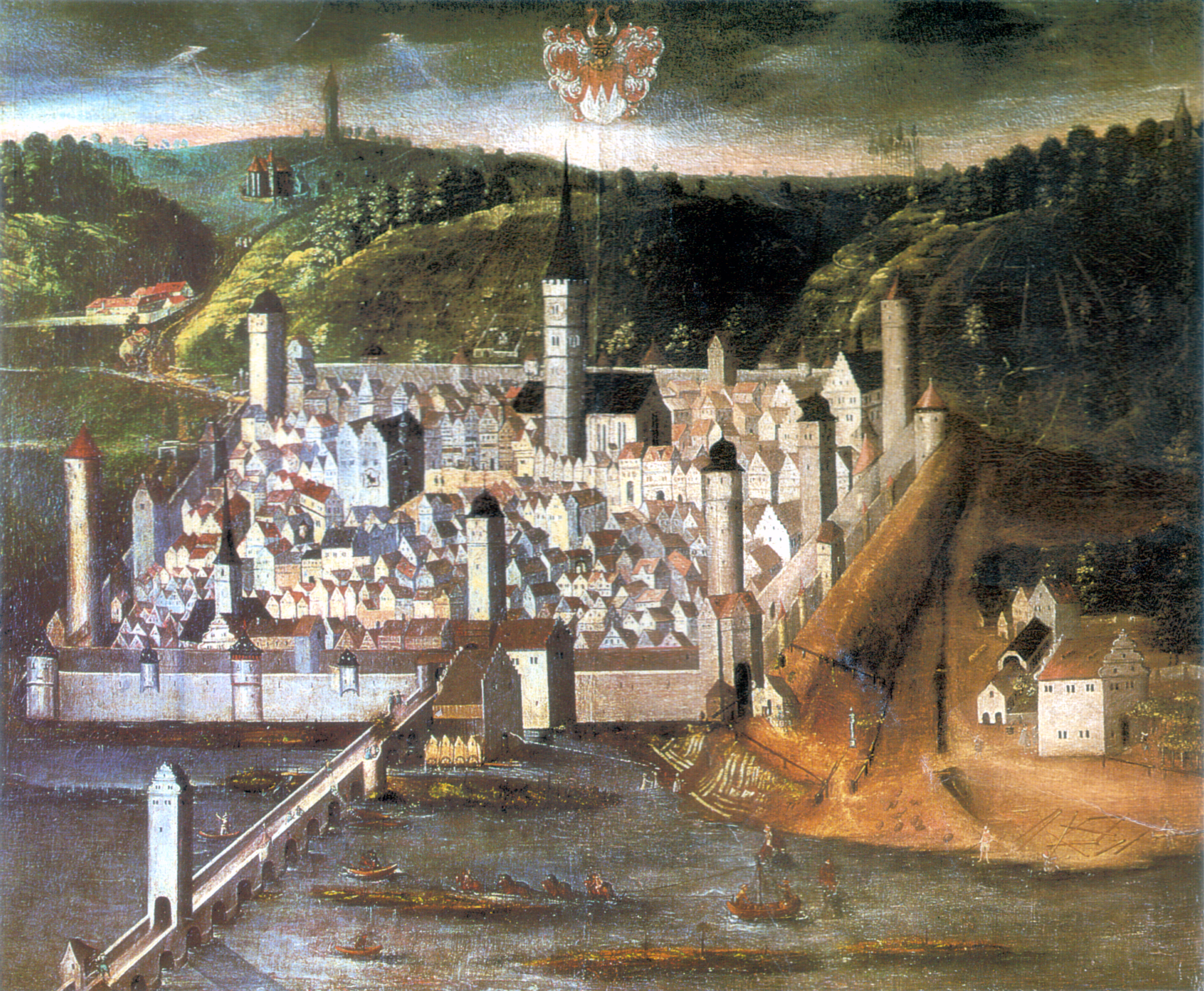
Alte Mainbrücke 1623

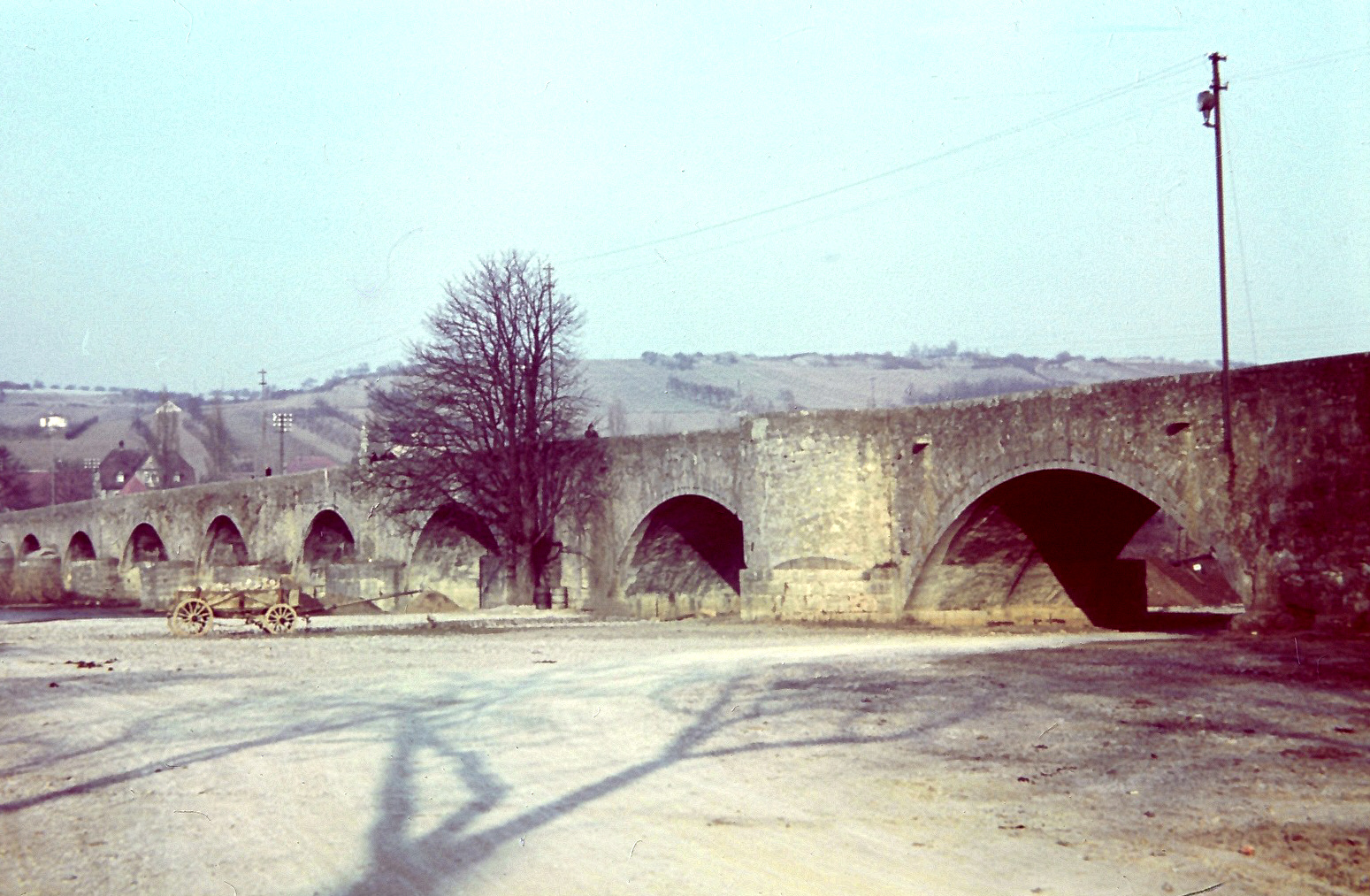
Alte Mainbrücke 1939

Die Alte Mainbrücke Ochsenfurt ist eine mehrbogige Steinbrücke, die bei Flusskilometer 271,18 den Main überspannt und die Stadt Ochsenfurt mit dem Ortsteil Kleinochsenfurt verbindet. Sie hat einen Fahrstreifen für den stadteinwärts gerichteten Personenkraftwagenverkehr mit maximal 3,5 Tonnen Gesamtgewicht und den Radfahrerverkehr in beide Richtungen sowie einen oberstromigen Gehweg. Das im Kern aus dem Mittelalter stammende Bauwerk zählt in Deutschland zu den bedeutendsten großen Brücken aus dieser Zeit und steht als Baudenkmal in der Bayerischen Denkmalliste.

## Geschichte
Erste Hinweise auf den Bau einer Holzbrücke stammen aus dem Jahr 1133, die erste urkundliche Erwähnung war im Jahr 1254. Das damalige hölzerne Bauwerk lag im Zuge einer Handels- und Heerstraße von Lübeck nach Augsburg und ersetzte eine Fähre zur Überquerung des Mains an der Stelle einer alten Furt. Mitte des 14. Jahrhunderts hatte die Holzbrücke bereits Steinpfeiler, die im Kern bis heute vorhanden sind. So haben die Pfeiler eins bis drei, sieben, acht und elf mittelalterliche Mauerstrukturen mit Buckelquadern aus Muschelkalkstein und Zangenlöchern. Auf dem zweiten Pfeiler wurde flussabwärts eine Brückenmühle angebaut. Spätestens seit 1421 hatte Ochsenfurt die Rechte des Würzburger Domkapitels zur Erhebung des Brückenzolls einschließlich der Unterhaltspflicht erworben.
Von 1512 bis 1520 folgte im Auftrag der Stadt Ochsenfurt durch Würzburger Dombaumeister Hans Bock und den Steinmetz Hans Sparr der Bau der massiven Bögen. Die Sichtbögen bestehen aus keilsteinförmigen Muschelkalkquadern, die Gewölbe selbst aus Bruchsteinen mit Mörtelverguss. Jahreszahlen auf den Bögen belegen die Bauzeit. Das Bauwerk hatte 12 Freipfeiler. Eine Veste mit zwei halbrunden Wehrtürmen sicherte auf dem ersten Pfeiler den Zugang zur Stadt und ein Zollturm auf dem zehnten Pfeiler diente der Erhebung von Brücken- und Wasserzoll. Eisgang und Hochwasser zerstören im Dezember 1682 das nördliche Widerlager und den Pfeiler zwölf. Eine Inschrift Anno 1688 am nördlichen Widerlager dokumentiert die Instandsetzung durch Hans Platz.
Ein extremes Hochwasser Ende Februar 1784 führte zum Einsturz der Pfeiler vier, neun und zehn mit zwei Brückenbogen und dem Zollturm sowie der alten Stadtmühle. In der Folge wurden der Pfeiler vier repariert und die beiden Brückenbögen durch eine Holzkonstruktion ersetzt. Im Verlauf des Deutschen Krieges wurde der hölzerne Brückenabschnitt in Brand gesetzt. 1867 folgte der Wiederaufbau der Steinbrücke durch den Baumeister Michel aus Marktbreit, die bis 1945 in ihrer Form unverändert blieb.

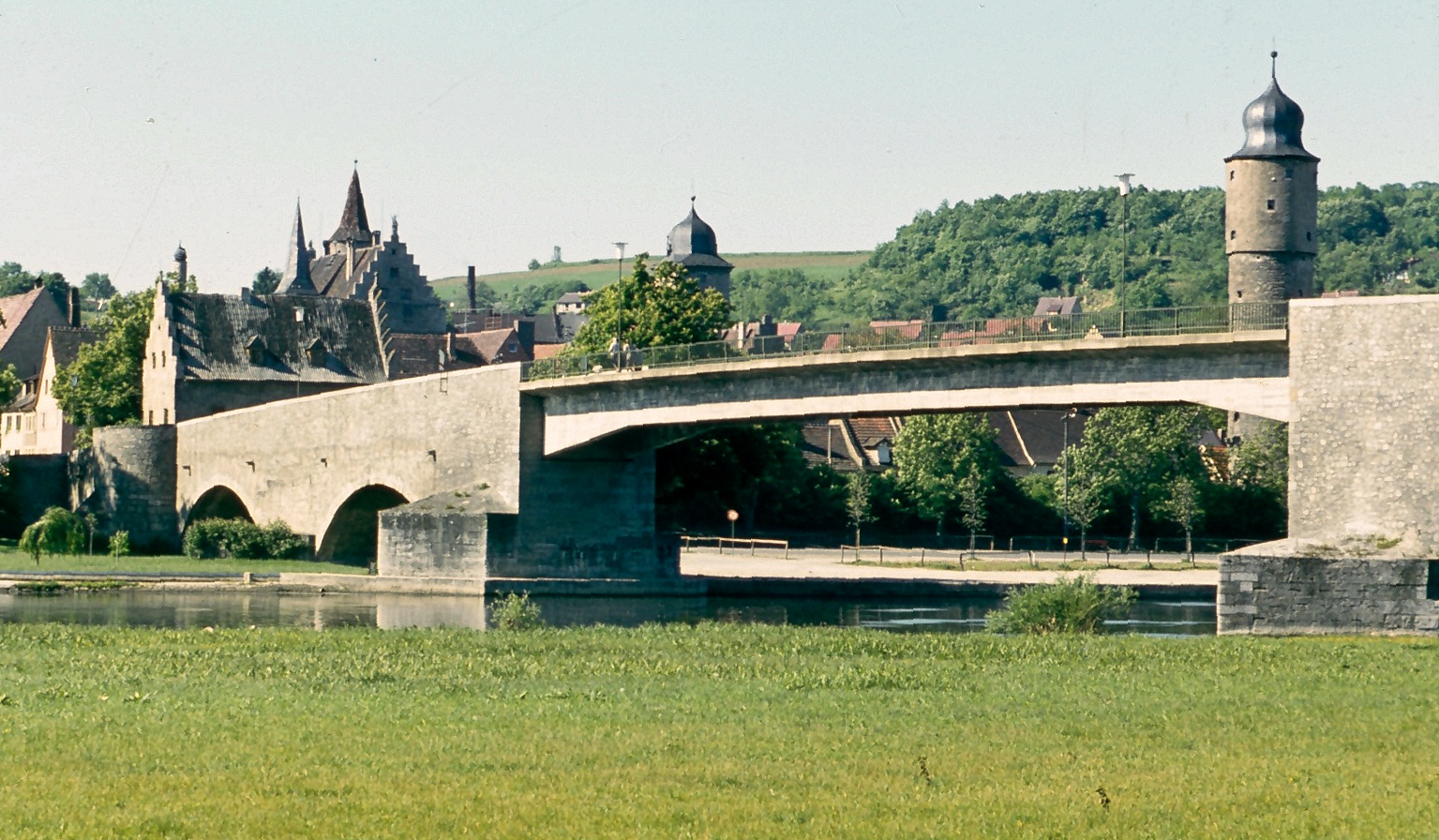
Alte Mainbrücke 1962

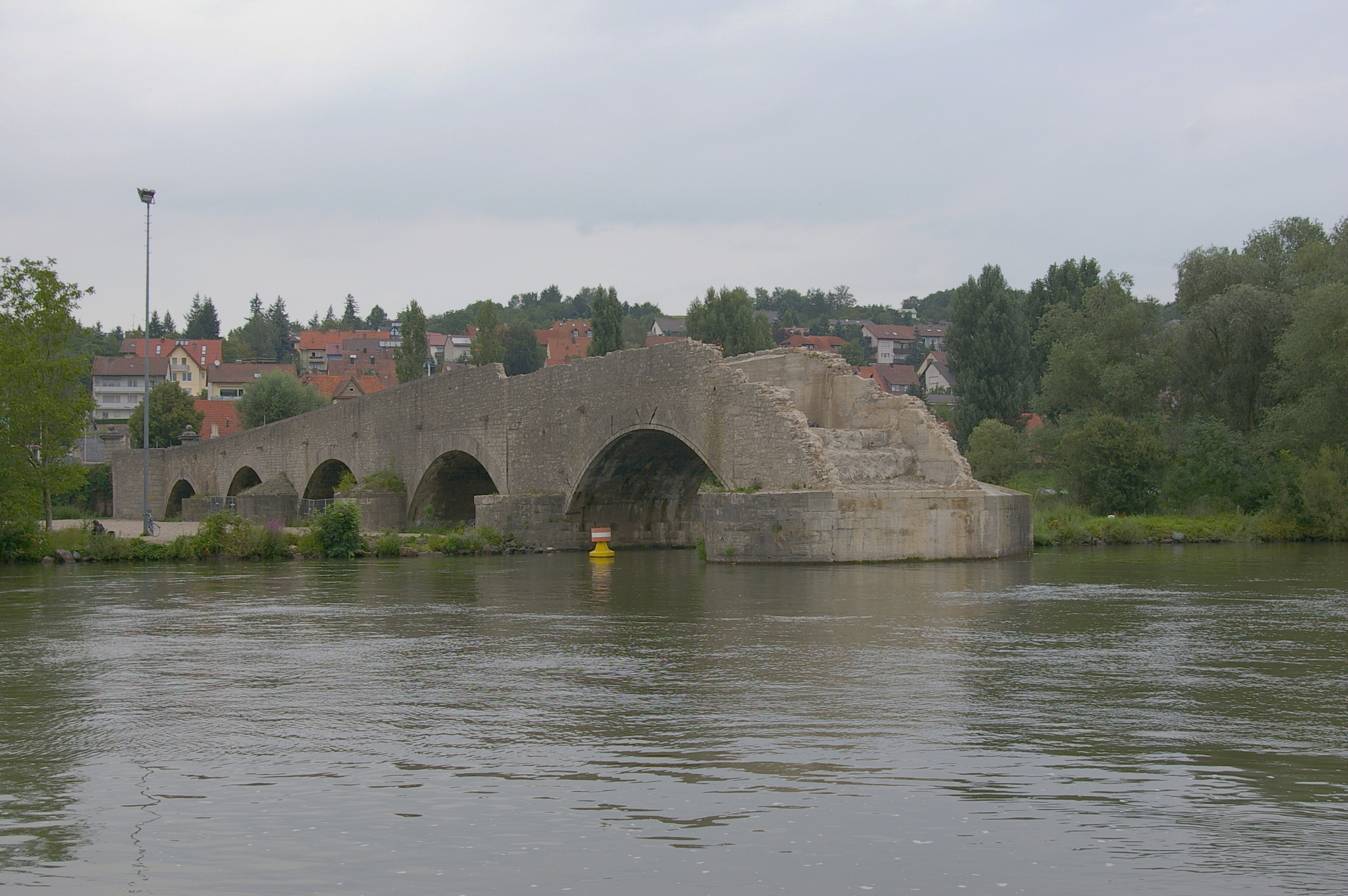
Alte Mainbrücke 2007

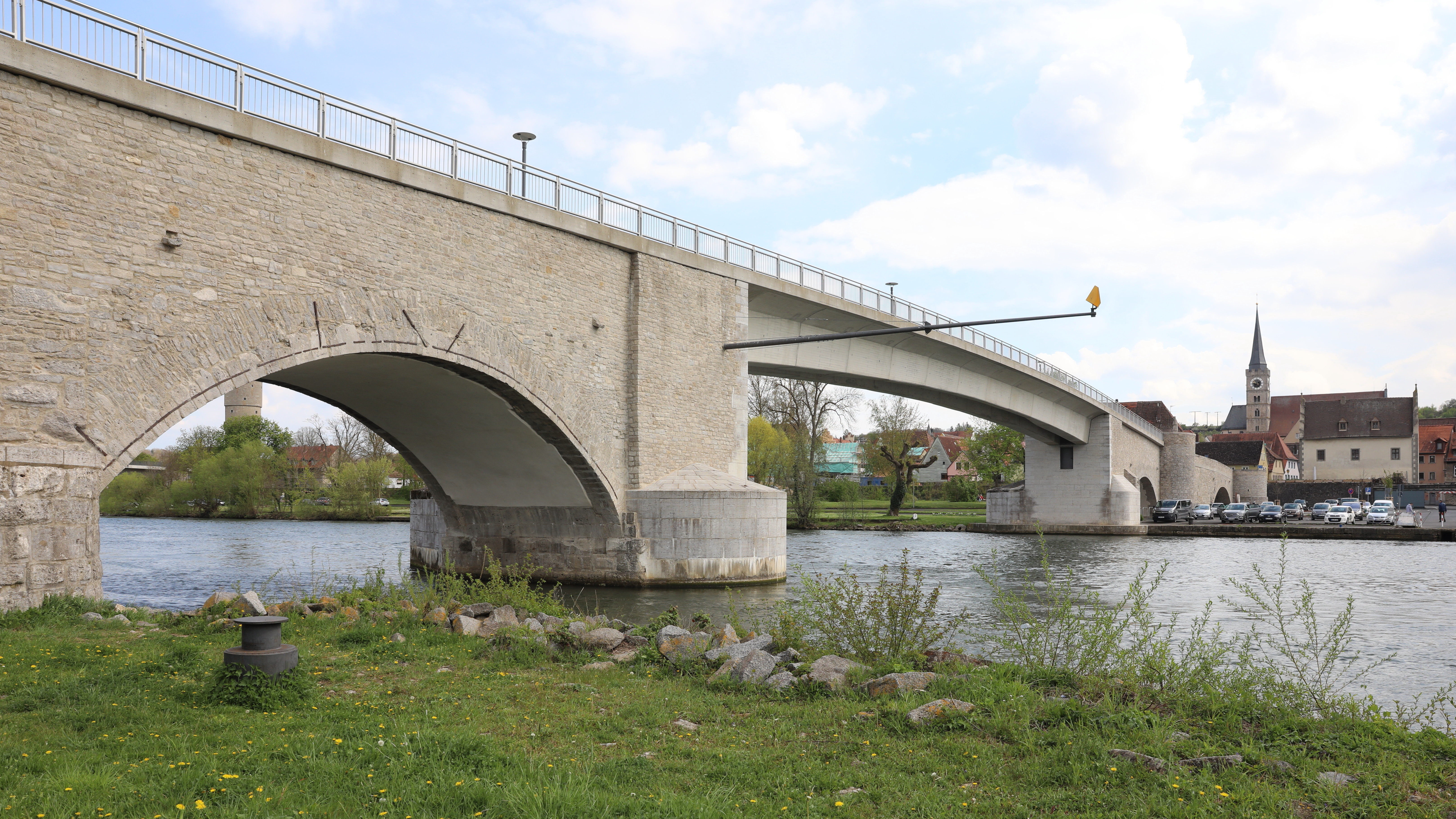
Alte Mainbrücke 2021

Am 1. April 1945 sprengten deutsche Einheiten den Bogen sechs in Brückenmitte. In den folgenden Jahren überspannte eine provisorische Holzkonstruktion die Bauwerkslücke. Nach der Eröffnung der Neuen Mainbrücke 1954 folgte der Wiederaufbau der Alten Mainbrücke, der 1957 abgeschlossen war. Aufgrund des Mainausbaus zur Großschifffahrtsstraße wurden dabei die drei mittleren Bogen fünf bis sieben durch einen Spannbetonbalken mit rund 58 Meter Länge ersetzt, der den durch die Staustufe Goßmannsdorf aufgestauten Main überspannte. Erhebliche Bauwerksschäden mit Einsturzgefahr führten am 8. September 2006 zur kompletten Sperrung der Alten Mainbrücke. Im April 2007 folgte der Rückbau des Spannbetonträgers über der Schifffahrtsrinne.
Zuerst plante die Stadt Ochsenfurt einen Neubau der gesamten Brücke, da eine Sanierung nicht möglich schien. Nach eingehenden Diskussionen entschied sie sich aber gegen den genehmigten, kompletten Abriss sowie Wiederaufbau nach historischem Vorbild mit einer Fahrbahnverbreiterung. Die Stadt beauftragte den Wiederaufbau mit einer denkmalgerechten Generalsanierung und einer Spannbetonbrücke im mittleren Brückenabschnitt bei Kosten von rund acht Millionen Euro. Dies förderte das Bayerische Landesamt für Denkmalpflege und die Bayerische Landesstiftung mit einem Zuschuss von zwei Millionen Euro. Der Baubeginn war im Frühjahr 2010, am 9. September 2011 wurde das Richtfest gefeiert, am 5. Januar 2012 folgte die Freigabe für den Fußgängerverkehr und am 30. Juni 2012 die offizielle Einweihung.

## Konstruktion
Die 270 Meter lange Brücke hatte ursprünglich dreizehn Pfeiler. Heute gibt es noch vier Stück auf der Stadtseite und sechs am nördlichen Ende. Zwei Pfeiler wurden 1957 in Brückenmitte abgetragen. Die zwischen 5,32 bis 9,60 Meter breiten und 11,94 bis 15,79 Meter langen Pfeiler sind auf hölzernen Rammpfählen und Balkenrosten gegründet und haben spornartige Vorköpfe zum Schutz gegen Eisgang und Treibgut. Auf den Pfeilern zwei, drei und zwölf sind Kanzeln angeordnet, auf denen zwei Steinstatuen des Schutzpatrons Johannes von Nepomuk und eine von Thekla von Kitzingen stehen. Die lichten Weiten variieren von 11,47 Meter zwischen den Pfeilern zehn und elf bis 15,3 Meter zwischen den Pfeilern drei und vier. Die Fahrbahnbreite schwankt zwischen 5,36 Meter und 6,64 Meter.
Der neuzeitliche, bogenförmig gekrümmte Brückenüberbau besteht aus einem insgesamt 108 Meter langen, dreifeldrigen Spannbetonbalken mit einem zweistegigen Plattenbalkenquerschnitt. Die Feldlänge über der Schifffahrtsrinne beträgt 60 Meter. Die beiden 24 Meter langen Seitenfelder sind in die historische Bogenbrücke integriert. Die Höhen der Brückenträger variieren zwischen 2,4 Meter über den Innenpfeilern und 1,6 Meter in Brückenmitte. Die Herstellung erfolgte im Vorlandbereich mit Traggerüsten und über dem Main im Freivorbau.